# XY-Bande
Die XY-Bande war eine kriminelle Vereinigung, die in den 1990er Jahren bis 2005 in und um Neuruppin in Brandenburg organisierten Drogenhandel und illegales Glücksspiel betrieb.
Die Bande erhielt den Namen nach ihrem Erkennungszeichen, der Buchstabenfolge OPR-XY auf den Nummernschildern ihrer schwarzen hochwertigen Pkw.

## Geschichte
Die Bande wurde zwischen 1994 und 1997 als streng hierarchisch geführte Organisation gegründet. Sie handelte von 1999 bis 2003 bandenmäßig mit Kokain und Marihuana. Sie betrieb Bestechung und illegales Glücksspiel in „mafiösen Strukturen“. Mit den Gewinnen legten sich die Bandenmitglieder die gleichen schweren Siegelringe, teure PKW sowie Immobilien in Neuruppin zu.
Der Bandenchef Olaf Kamrath entwickelte sich innerhalb weniger Jahre vom Würstchenverkäufer zum „Paten“ von Neuruppin. Er gerierte sich als Stadtsanierer, Fußballklubpräsident (Union Neuruppin) und Parteiensponsor und wurde sogar Stadtverordnetenvertreter für die CDU. Die Bande traf sich im Club Blue Banana. Kamrath beschrieb alles als eine „große Familie“. Zu den mafiösen Strukturen gehörten Verbindungen bis ins Rathaus und zur Polizei sowie ein Anwalt, Kuriere, der Chef des Neuruppiner Grundstücksamtes und eine Angestellte im Neuruppiner Gewerbeaufsichtsamt. Beim illegalen Glücksspiel mit dem Bandenchef trafen sich regelmäßig Neuruppiner Lokalgrößen.
Die Bande soll „einen Gewinn in Höhe von 1,4 Millionen Euro erwirtschaftet haben“.
Im August 2004 stürmten über 200 Polizisten verschiedene Gebäude in Neuruppin, darunter das Rathaus. Es wurde gegen mehr als hundert Personen ermittelt und etliche davon sofort verhaftet.
2005 begann der Prozess vor dem Landgericht Neuruppin. Olaf Kamrath wurde 2006 zu zwölf Jahren Gefängnis verurteilt, seine beiden Hauptkomplizen zu Strafen zwischen drei und neun Jahren. Zwei Bandenmitglieder gingen bis vor den Bundesgerichtshof in Revision, allerdings ohne Erfolg. Der Prozess gegen die XY-Bande stellt das bisher größte Verfahren gegen die organisierte Kriminalität in Ostdeutschland dar.

## Nachwirkungen
Nach der Razzia 2004 wurden weitere Korruptionsaffären bekannt. Die Bande brachte der Stadt die Beinamen „Klein-Palermo“ und „Korruppin“ ein.
Der Autor Frank Willmann verarbeitete die Ereignisse 2023 im Buch „Der Pate von Neuruppin“, das nach seiner Aussage außerdem verfilmt werden sollte.